# Елізабет Мегі
Елізабет Дж. (Ліззі) Філліпс (англ. Elizabeth J. 'Lizzie' Phillips, до шлюбу — Ліззі Мегі (англ. Lizzie Magie); 9 травня 1866 — 2 березня 1948) — американська дизайнерка ігор, письменниця, феміністка, аболіціоністка та джорджистка. Винахідниця гри «Землевласник» — попередниці «Монополії», яка мала проілюструвати вчення економіста Генрі Джорджа.

## Винахід «Монополії»

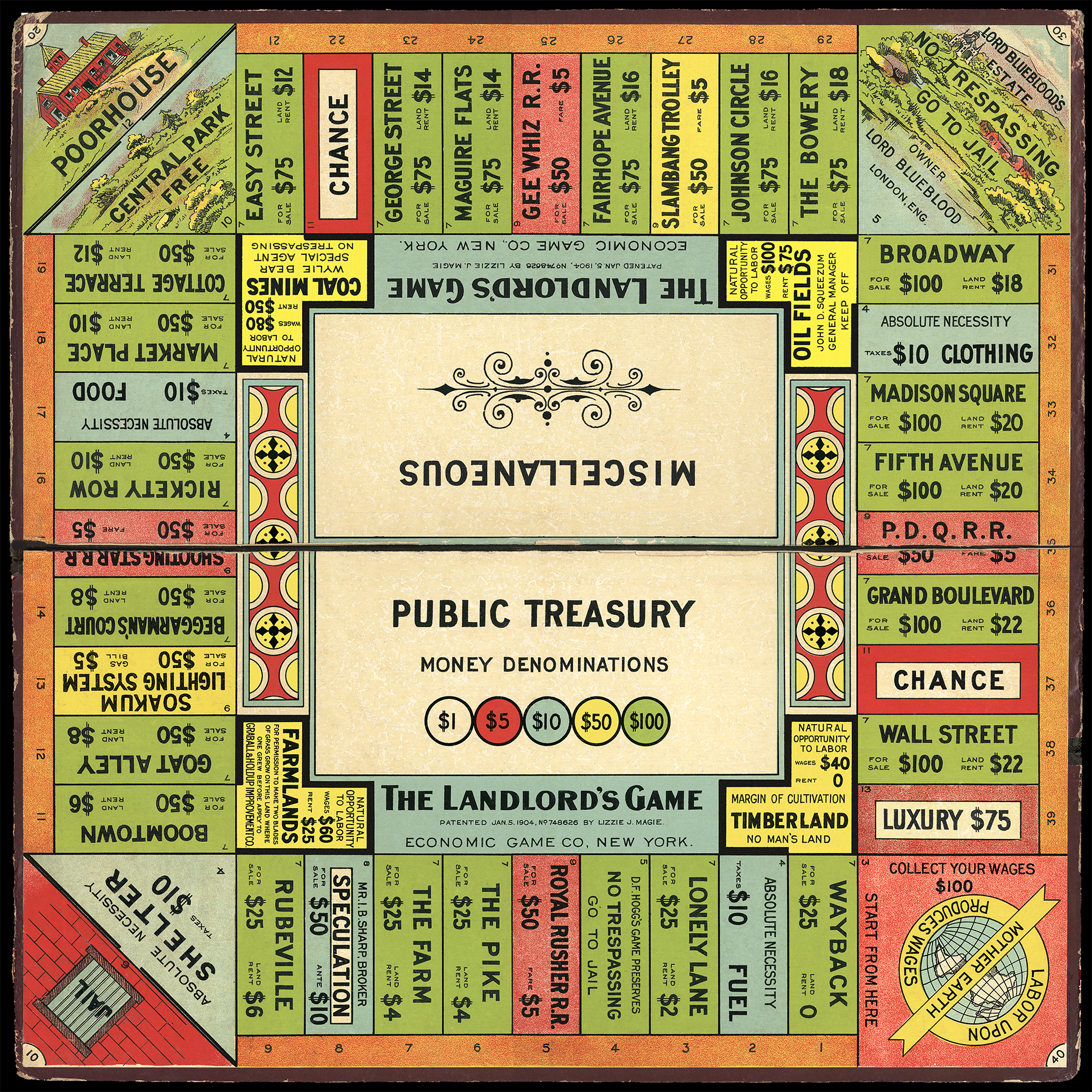
Гра «Землевласник» 1906 року випуску

На початку XX століття, аби показати, які небажані економічні ефекти приносить монополія на землю і як земельний податок допомагає впоратися з ними, Ліззі Мегі створила гру. Під назвою «Землевласник» (англ. The Landlord's Game) гра стала популярна серед друзів Ліззі під час її проживання в Брентвуді, штат Меріленд.
23 березень 1903 року Мегі спробувала вперше запатентувати свою настільну гру, для цього вона звернулася до Бюро з реєстрації патентів і торгових марок США. 5 січня 1904 року Мегі отримала патент з номером US Patent 748,626.
У 1906 році вона переїхала в Чикаго. У тому ж році вона та учасники спільноти джорджистов створили компанію Economic Game Co. — задля випуску першої версії гри «Землевласник». 
У 1910 році Мегі одружилася з Альбертом Філліпсом, а компанія Parker Brothers опублікувала її гумористичну карткову гру «Імітація суду» (англ. Mock Trial). У 1912 році гра «Землевласник» була видана в Шотландії компанією Newbie Game Co. під назвою «Братик Кролик і братик Лис». Хоча в інструкції було зазначено, що вона захищена британським патентом, немає свідоцтва, що це дійсно так.
Мегі зі своїм чоловіком повернулася на Східне узбережжя США, де 1924 року запатентували перероблену версію гри, номер патенту — US Patent 1,509,312. Через те що термін її першого патенту закінчився 1921 року, цей учинок є спробою відновити свої права на гру, в яку тепер грали в деяких коледжах, де студенти самостійно робили її копії. 
У 1932 році вашингтонська компанія Adgame випустила другий варіант гри «Землевласник»; ймовірно, це друга спроба Мегі опублікувати гру своїм коштом. Ця версія містила дві гри, також додавалися додаткові правила для гри «Процвітання» (англ. Prosperity).
У 1936 році у вашингтонській газеті вийшло інтерв'ю Мегі, в якому вона дещо розкритикувала Parker Brothers, після чого ця компанія погодилася видати ще дві її гри.
У 1937 році Parker Brothers випустили останні створені Мегі ігри — «День розпродажу» (англ. Bargain Day) і «Люди короля» (англ. King's Men), а також третю версію «Землевласника» — в 1939 році. У грі «День розпродажу» покупці змагаються один з одним, роблячи покупки в універмазі; «Люди короля» — абстрактна стратегічна гра. Збереглося мало копій гри «Землевласник», виданих Parker Brothers, але «День розпродажу» і «Люди короля» менш рідкісні.
Мегі померла в Арлінгтоні, Вірджинія, в 1948 році.